# Pentium II
Pentium II (укр. Інтел Пентіум два) — процесор x86-сумісної мікроархітектури Intel P6, анонсований 7 травня 1997 року. Ядро Pentium II являє собою модифіковане ядро P6 (вперше використане в процесорах Pentium Pro). Основними відмінностями від попередника є збільшений з 16 до 32 Кб кеш першого рівня та наявність блоку SIMD-інструкцій MMX (що з'явилися трохи раніше в Pentium MMX), підвищена швидкодія при роботі з 16-розрядними програмами. У системах, побудованих на базі процесора Pentium II, повсюдне застосування знайшли пам'ять SDRAM і шина AGP.

## Загальні відомості
Велика частина процесорів Pentium II випускалася в двох типах корпусів: SECC і SECC2.
Pentium II в корпусі типу SECC являє собою картридж, що містить процесорну плату («субстрат») з встановленою на ній мікросхемою процесора, а також двома або чотирма мікросхемами кеш-пам'яті типу BSRAM і tag-RAM. До мікросхеми процесора за допомогою пружних пластинок і штифтів притиснута теплорозподільна пластина (на ній, у свою чергу, встановлюється кулер). Маркування процесора знаходиться на картриджі. Процесор призначений для установки в 242-контактний щілинний роз'єм Slot 1. Кеш-пам'ять другого рівня працює на половині частоти ядра. У корпусі типу SECC випускалися всі процесори на ядрі Klamath, ранні моделі на ядрі Deschutes з частотами 266–333 Мгц і частина пізніх моделей на цьому ядрі.
Основною відмінністю корпусу типу SECC2 від SECC є відсутність теплорозподільної пластини. Кулер, встановлений на процесор в корпусі типу SECC2, контактує безпосередньо з мікросхемою процесора. У корпусі типу SECC2 випускалися частина пізніх моделей Pentium II на ядрі Deschutes з частотами 350–450 МГц.
Існує також варіант Pentium II OverDrive в корпусі PGA (встановлюється в гніздовий роз'єм Socket 8) з повношвидкісним кешем другого рівня, призначений для заміни Pentium Pro.

## Моделі
Перші процесори Pentium II (Klamath) були призначені для ринку настільних персональних комп'ютерів і вироблялись по 350 нм технології. Подальшим розвитком сімейства десктопних Pentium II стало 250 нм ядро Deschutes. Через деякий час вийшли процесори Mobile Pentium II, призначений для установки в ноутбуки, і Xeon, орієнтований на високопродуктивні системи і сервери. На базі ядра Deschutes випускалися також процесори Celeron (Covington), призначені для використання в недорогих комп'ютерах. Вони представляли собою Pentium II, позбавлений картриджа і кешу другого рівня.

## Klamath
Ядро Klamath є еволюційним продовженням ядра P6, на якому був побудований Pentium Pro. Кеш-пам'ять першого рівня збільшено з 16 до 32 Кб, додано блок SIMD-інструкцій MMX, внесено зміни з метою підвищення продуктивності при роботі з 16-бітним кодом. Процесор має можливість роботи у двопроцесорних системах (на відміну від Pentium Pro, здатного працювати в чотирипроцесорних системах).
Кеш другого рівня був винесений з корпуса процесора, в результаті чого вартість виробництва процесора була істотно знижена, так як це дозволяло Intel не займатися виробництвом мікросхем кеш-пам'яті, а закуповувати їх (використовувалися мікросхеми BSRAM виробництва Toshiba, SEC і NEC). Кеш об'ємом 512 Кб (чотири мікросхеми, розташовані на обох сторонах процесорної плати) працював на половині частоти ядра.
- Процесор випускався за 350 нм технологією,
- мав напругу ядра 2,8 В,
- усі моделі підтримують MMX
- кеш L2 працює на 50% швидкості процесора
- виділяв велику кількість тепла
- не мав високого частотного потенціалу.
- номер партії з префіксом B призначена для роздрібної продажі[1]

| Номер моделі   | Частота | Кеш L2 | FSB    | CPU множник | Напруга живлення | TDP     | Сокет  | Core Stepping | Дата випуска   | Номер                                          | Spec Number(s)                    |
| -------------- | ------- | ------ | ------ | ----------- | ---------------- | ------- | ------ | ------------- | -------------- | ---------------------------------------------- | --------------------------------- |
| Pentium II 233 | 233 МГц | 512 Кб | 66 МГц | 3.5x        | 2.8 В            | 34.8 Вт | Slot 1 | C0, C1        | 7 травня, 1997 | 80522PX233512, 80522PX233512EC, B80522PX233512 | SL264, SL28K, SL2HD, SL2HF, SL2QA |
| Pentium II 266 | 266 МГц | 512 Кб | 66 МГц | 4x          | 2.8 В            | 38.2 Вт | Slot 1 | C0, C1        | 7 травня, 1997 | 80522PX266512, B80522PX266512                  | SL265, SL28L, SL2HC, SL2QB, SL2HE |
| Pentium II 300 | 300 МГц | 512 Кб | 66 МГц | 4.5x        | 2.8 В            | 43 Вт   | Slot 1 | C0, C1        | 7 травня, 1997 | 80522PX300512EC, B80522PX300512EC              | SL28R, SL2MZ, SL2HA, SL2QC        |

## Deschutes
26 січня 1998 Intel анонсувала процесор Pentium II, побудований на новому ядрі, що носить кодове ім'я Deschutes. На відміну від Klamath, процесори з ядром Deschutes виготовлялося по 250 нм технології, напругу ядра було знижено до 2,0 В, що дозволило значно знизити тепловиділення і підняти планку максимальної частоти до 450 МГц. Більшість процесорів ревізій Вх здатні працювати і на частотах понад 500 МГц.
Кеш другого рівня об'ємом 512 Кб як і раніше працював на половині частоти ядра, проте був виконаний у вигляді двох мікросхем BSRAM, розташованих по обидві сторони кристала процесора. За деякими даними, це могло призводити до незначних втрат у продуктивності відносно Klamath на рівних частотах. В останніх ревізіях процесора Pentium II і ранніх Pentium III розташування мікросхем було змінено: мікросхеми розташувалися одна над одною праворуч від кристала.
Піддалася змінам і tag-RAM: замість мікросхеми Intel 82459AB, що мала досить високе тепловиділення, використовуються мікросхеми 82459AC (в процесорах ревізії А0) і 82459AD. Остання практично не нагрівається і працездатна на частотах понад 500 МГц. Спочатку tag-RAM розташовувалася на звороті плати під кристалом, а потім була переміщена слідом за мікросхемами кеш-пам'яті.
Ранні процесори з ядром Deschutes, як і Klamath, мали картридж типу SECC. Охолодження кеш-пам'яті в цьому картриджі було утруднено: пластина тепловідведення не торкалася мікросхем BSRAM, тому спочатку пластина тепловідведення була модернізована (з'явилися виступи, що дозволяють здійснити контакт з мікросхемами), а потім зникла. Картридж без тепловідводної пластини отримав найменування SECC2.
Щоб відрізнити моделі, що працюють на однакових частотах (266 і 300 МГц), але мають різні ядра, у процесорів, побудованих на ядрі Deschutes, в кінці назви дописували літеру «A». Ранні процесори (з частотами 266, 300, 333, 350 і 400 МГц) мали розмір кристала 131 мм², з виходом нової ревізії розміри кристала зменшилися до 118 мм². Процесори з частотою 350 МГц і вище працювали із зовнішньою частотою 100 МГц. Модифіковане ядро Deschutes, в якому з'явився блок SSE, отримало найменування Katmai і лягло в основу наступного процесора компанії Intel — Pentium III.
- усі моделі підтримують: MMX

- кеш L2 працює на 50% швидкості процесора

- Pentium II OverDrive — ядро Deschutes Pentium II, призначене для роботи під Socket 8. Він постачається з 512 Кб кеш L2, що робить його схожим на Pentium II Xeon.[1]

| Номер моделі         | Частота             | Кеш L2 | FSB               | CPU множник | Напруга живлення | TDP     | Сокет    | Core Stepping | Дата випуска    | Номер                            | sSpec Number(s)                                                                    |
| -------------------- | ------------------- | ------ | ----------------- | ----------- | ---------------- | ------- | -------- | ------------- | --------------- | -------------------------------- | ---------------------------------------------------------------------------------- |
| Pentium II 266       | 266 МГц             | 512 Кб | 66 МГц            | 4x          | 2.0 В            | 16.8 Вт | Slot 1   | DB0           |                 | B80523P266512E                   | SL33D, SL2W7                                                                       |
| Pentium II 300       | 300 МГц             | 512 Кб | 66 МГц            | 4.5x        | 2.0 В            | 18.6 Вт | Slot 1   | DA1, DB0, A0B |                 | B80523P300512E                   | SL35V, SL2YK, SL2W8                                                                |
| Pentium II 333       | 333 МГц             | 512 Кб | 66 МГц            | 5x          | 2.0 В            | 20.6 Вт | Slot 1   | DA0, DA1, DB0 | 26 січня, 1998  | 80523PX333512                    | SL2KA, SL2QF, SL2QH, SL2S5, SL2TV, SL2WY                                           |
| Pentium II Overdrive | 333 МГц или 300 МГц | 512 Кб | 66 МГц или 60 МГц | 5x          | 3.3 В            |         | Socket 8 | DB0           | серпень, 1998   | PODP66X333                       | Q0126, SL2K3, SL2KE, SL3EA                                                         |
| Pentium II 350       | 350 МГц             | 512 Кб | 100 МГц           | 3.5x        | 2.0 В            | 21.5 Вт | Slot 1   | DA1, DB0, DB1 | 15 квітня, 1998 | 80523PY350512                    | SL2U3, SL2S6, SL2SF, SL2WZ, SL356, SL37F, SL38M, SL36U, SL3J2                      |
| Pentium II 400       | 400 МГц             | 512 Кб | 100 МГц           | 4x          | 2.0 В            | 24.3 Вт | Slot 1   | DA1, DB0, DB1 | 15 квітня, 1998 | BX80523U400512E, 80523PY400512PE | SL3EE, SL2S7, SL2SH, SL2YM, SL37G, SL2U5, SL357, SL3F9, SL38N, SL38Z, SL3D5, SL2U6 |
| Pentium II 450       | 450 МГц             | 512 Кб | 100 МГц           | 4.5x        | 2.0 В            | 27.1 Вт | Slot 1   | DB0           | 24 серпня, 1998 | BX80523U450512E                  | SL358, SL2WB, SL37H, SL2U7                                                         |

## Mobile Pentium II
Мобільні процесори Mobile Pentium II випускалися на основі ядер Tonga і Dixon. Вони відрізнялися зниженою напругою живлення, мали невелике тепловиділення, що і дозволяло використовувати їх в ноутбуках і лептопах.
Процесори на ядрі Tonga випускалися c 2 квітня 1998 за 250 нм технологією в корпусі BGA і встановлювалися в картридж разом з мікросхемами кеш-пам'яті другого рівня загальним об'ємом 512 Кб.
Процесори на ядрі Dixon випускалися за 180 нм технологією і мали інтегрований кеш другого рівня об'ємом 256 Кб, що працював на частоті ядра. Ці процесори мали корпус BGA або mPGA і могли встановлюватися або в картридж, або безпосередньо на системну плату.

### «Tonga» (250 нм)
- Усі моделі підтримують: MMX

- Кеш L2 cache працює на 50% швидкості процесора[1]

| Номер модели   | Частота | Кеш L2 | FSB    | CPU множник | Напруга живлення | TDP     | Сокет | Дата випуска     | Номер         | sSpec Number(s) |
| -------------- | ------- | ------ | ------ | ----------- | ---------------- | ------- | ----- | ---------------- | ------------- | --------------- |
| Pentium II 233 | 233 МГц | 512 Кб | 66 МГц | 3.5x        | 1.7 В            | 9.0 Вт  |       | 2 апреля, 1998   | PMD23305001AA | SL2KH           |
| Pentium II 266 | 266 МГц | 512 Кб | 66 МГц | 4x          | 1.7 В            | 10.3 Вт |       | 2 апреля, 1998   | PMD26605001AA | SL2KJ           |
| Pentium II 300 | 300 МГц | 512 Кб | 66 МГц | 4.5x        | 1.7 В            | 11.6 Вт |       | 9 сентября, 1998 | PMD30005001AA | SL2Y7           |

### Dixon» (250 нм)
- Усі моделі підтримують: MMX

- Кеш L2 cache працює на 50% швидкості процесора[1]
- Також можуть називатись як Pentium II «Performance Enhanced»

| Номер модели     | Частота | Кеш L2 | FSB    | CPU множитель | Напруга живлення | TDP     | Сокет | Дата випуска | Номер         | sSpec Number(s) |
| ---------------- | ------- | ------ | ------ | ------------- | ---------------- | ------- | ----- | ------------ | ------------- | --------------- |
| Pentium II 266PE | 266 МГц | 256 Кб | 66 МГц | 4x            | 1.6 В            | 10.6 Вт |       |              | PMG26602002AA | SL32M           |
| Pentium II 300PE | 300 МГц | 256 Кб | 66 МГц | 4.5x          | 1.6 В            | 12.0 Вт | MMC-2 |              | PMG30002002AA | SM32N           |
| Pentium II 333   | 333 МГц | 256 Кб | 66 МГц | 5x            | 1.6 В            | 12.7 Вт | MMC-2 |              | PMF33302001AA | SL3KG           |
| Pentium II 366   | 366 МГц | 256 Кб | 66 МГц | 5.5x          | 1.6 В            | 14.1 Вт | MMC-2 |              | PMG36602002AA | SL32P           |

## Оновлення мікрокоду процесора
Оновлення мікрокоду є блоками даних об'ємом 2 Кб, що знаходяться в системному BIOS. Такі блоки існують кожної ревізії ядра процесора. Компанія Intel надає виробникам BIOS останні версії мікрокоду, а також розміщує їх у базі даних оновлень. Існує спеціальна утиліта, розроблена компанією Intel, що дозволяє визначити процесор, що використовується, і локально змінити код BIOS для підтримки цього процесора. Оновлення також можна здійснити прошивкою нової версії BIOS із підтримкою необхідного процесора від виробника системної плати[16].

### Виправлені помилки
Процесор є складним мікроелектронним пристроєм, що не дозволяє виключити ймовірність його некоректної роботи. Помилки виникають на етапі проектування і може бути виправлені оновленнями микрокода[16] процесора чи випуском нової ревізії ядра процесора. У процесорах Pentium II виявлено 95 різних помилок, у тому числі 23 виправлені.
Далі перераховані помилки, виправлені різних ревізіях ядер процесора Pentium II. Дані помилки є у всіх ядрах, випущених до їх виправлення, починаючи з ядра Klamath C0, якщо не вказано зворотне.

### Klamath C1
- Помилка протоколу під час роботи з кеш-пам'яттю.
- Виникнення глухих кутів при роботі з IOQ (черга введення-виведення) глибиною 1 в двопроцесорних системах.
- Помилка при роботі інструкції FIST із деякими невірними даними.

### Deschutes A0
- Помилка передбачення розгалужень під час роботи з інструкціями MMX.
- Помилка встановлення сигналу вимкнення при перевищенні максимально допустимої температури.
- Генерація незворотної помилки при порушенні парності IFU.
- Генерація незворотної помилки при розрізненні даних у потоковому буфері інструкцій та кеші інструкцій.
- Помилка при роботі з даними, що не кешуються після відключення та повторного включення сторінкової адресації.
- Помилка PMC під час запиту до кеш-пам'яті другого рівня.
- Помилкова генерація виключення "user mode protection violation" замість встановлення сигналу "page fault".
- Вимкнення MCE для кеш-пам'яті другого рівня під час очищення кеш-пам'яті.
- Некоректне встановлення прапорів процесора після відключення TLB у двопроцесорних системах.

### Deschutes A1
- Пошкодження інформації про стан даних у кеш-пам'яті (Deschutes A0).
- Генерація незворотної помилки при кеш-промаху (Deschutes A0).

### Deschutes B1
- Затримка інвалідності даних, що у кеш-пам'яті, при апаратної синхронізації в двухпроцессорных системах.
- Передчасне зняття сигналу блокування під час виконання деякої послідовності транзакцій.
- Затримка створення виключення FPU.
- BIST (вбудована самодіагностика) повідомляє про успішне завершення незалежно від результату (Deschutes A0).
- Відсутність сигналу вимкнення при перевищенні максимально допустимої температури. (Deschutes A0).
- Помилка запису в пам'ять під час інструкцій MOVD та MOVQ (MMX).
- Конфлікт протоколу шини під час роботи з деякими чіпсетами.
- Помилки при роботі з вимкненим MTRR (Deschutes A0).